# 箭叶水苏属
箭叶水苏属（学名：Metastachydium）是唇形科下的一个属，为多年生草本植物。该属仅有箭叶水苏（Metastachydium sagittatum）一种，分布于俄罗斯及中国新疆。